# Wykładnia uchylająca
Wykładnia uchylająca (interpretatio derogans) - składają się na nią reguły kolizyjne, za pomocą jakich rozstrzyga się sprzeczności w prawie.